# Хатумо
Хатумо је држава на северу Сомалије. Проглашена је 2012. године, а главни град је Талех. Граничи се са Сомалиландом, Пунтландом и Етиопијом, а са прве две поменуте државе је у спору, јер обе тврде да територија државе Хатумо припада њима. Иако власти државе Хатумо не теже независности, већ аутономији у саставу Сомалије, држава има фактичку независност.